# Vol 771 d'Afriqiyah Airways
El vol 771 d'Afriqiyah Airways fou un vol internacional regular d'Afriqiyah Airways que, cap a les 06:01 del 12 de maig del 2010, s'estavellà durant l'aproximació a l'Aeroport Internacional de Trípoli. Un nen neerlandès de nou anys anomenat Ruben van Assouw fou l'únic supervivent d'entre les 104 persones que viatjaven a bord de l'avió. L'estavellament del vol 771 fou la tercera pèrdua del buc d'un Airbus A330 amb víctimes mortals i es produí onze mesos després de l'accident del vol 447 d'Air France. La investigació atribuí els fets a un error de pilotatge.